# Dampierre-les-Bois
Dampierre-les-Bois is een gemeente in het Franse departement Doubs (regio Bourgogne-Franche-Comté). De plaats maakt deel uit van het arrondissement Montbéliard. Dampierre-les-Bois telde op 1 januari 2022 1.565 inwoners.

## Geografie
De oppervlakte van Dampierre-les-Bois bedraagt 4,72 vierkante kilometer; de bevolkingsdichtheid is 339 inwoners per km² (per 1 januari 2019).
De onderstaande kaart toont de ligging van Dampierre-les-Bois met de belangrijkste infrastructuur en aangrenzende gemeenten.

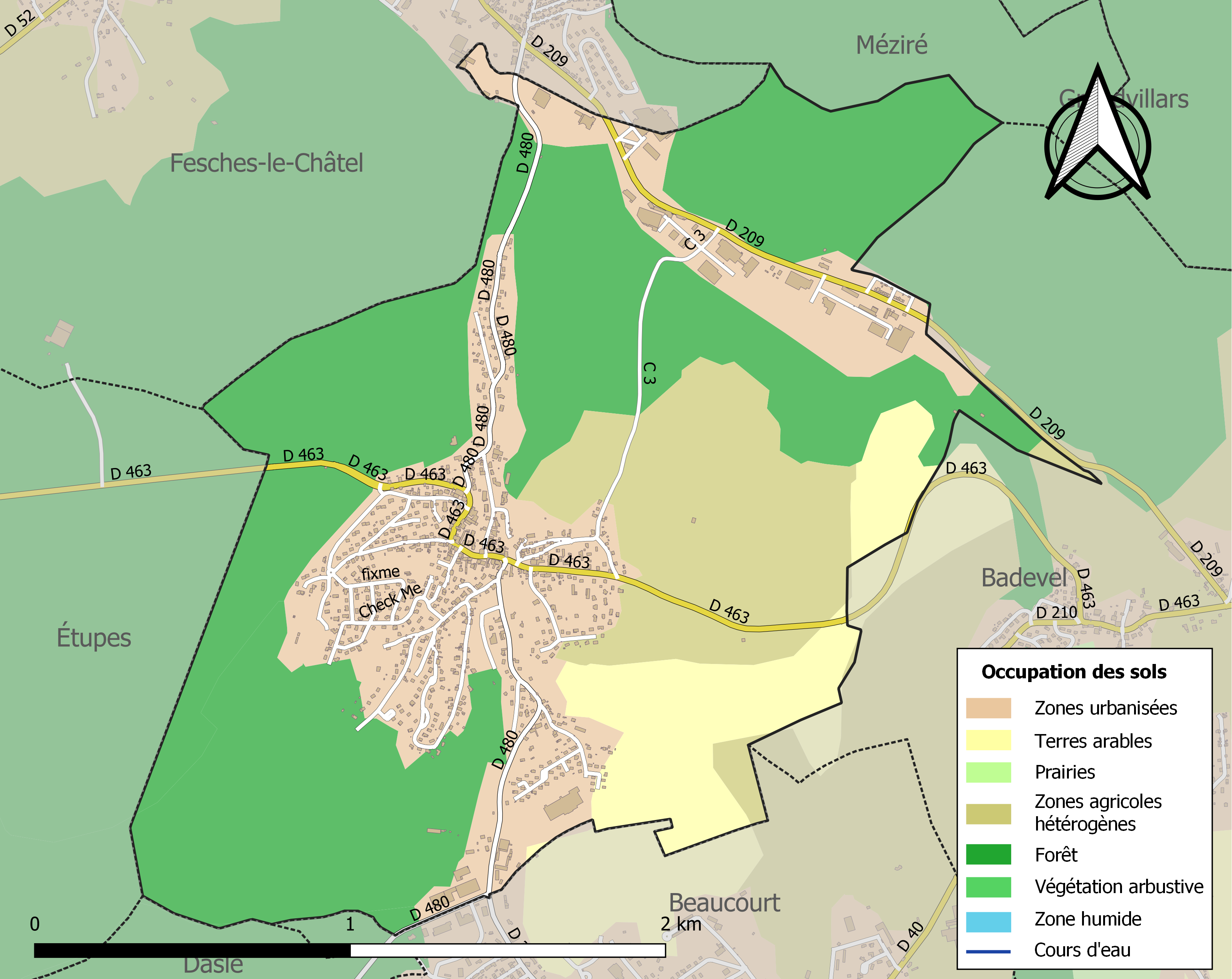

## Demografie
Onderstaande figuur toont het verloop van het inwonertal (bron: INSEE-tellingen).